# آلنتیژو
آلنتیژو (UK: ‎/ˌælənˈteɪʒuː/‎ AL-ən-TAY-zhoo, پرتغالی:[ɐlẽˈtɛʒu] ()) یک منطقه جغرافیایی، تاریخی و فرهنگی در جنوب پرتغال است.